# Щекино (Вытегорский район)
Щекино — деревня в Вытегорском районе Вологодской области.
Входит в состав Андомского сельского поселения (с 1 января 2006 года по 9 апреля 2009 года входила в Тудозерское сельское поселение), с точки зрения административно-территориального деления — в Тудозерский сельсовет.
Расположена на берегу Тудозера. Расстояние до районного центра Вытегры по автодороге — 27 км, до центра муниципального образования села Андомский Погост  по прямой — 11 км. Ближайшие населённые пункты — Насонова, Паньшино, Устье.
По переписи 2002 года население — 62 человека (25 мужчин, 37 женщин). Преобладающая национальность — русские (98 %).
В деревне расположена база отдыха «Онежец».
C 2011 года начал работу туристический комплекс и кемпинг "Вытегория".